# 岩爪航
岩爪 航（いわつめ わたる、1985年4月8日 - ）は、日本の元ラグビー選手。現在ジャパンラグビーリーグワンクボタスピアーズ船橋・東京ベイの広報を務めている。

## プロフィール
- 茨城県出身。
- ポジションはプロップ(PR)。
- 身長 172 cm、体重 103 kg
- ニックネームはつめ。

## 略歴
小学6年生からラグビーを始めた。
2004年、國學院大学栃木高校卒業後、法政大学に入る。なお國學院栃木高校時代、高校日本代表に選ばれ、第27回高校東西対抗試合に東軍で出場した。
2008年、法政大学卒業後、クボタスピアーズに加入。
2010年9月11日に行われたジャパンラグビートップリーグ第2節のNECグリーンロケッツ戦にて途中出場で公式戦初出場を果たす。
2018年、クボタスピアーズを退団した。

## 出演

### テレビドラマ
- ノーサイド・ゲーム（2019年7月7日 - 、TBSテレビ） - 岩爪航 役[7]